# Pekiński Uniwersytet Języków Obcych
Pekiński Uniwersytet Języków Obcych (chiń. upr. 北京外国语大学; pinyin Běijīng Wàiguóyǔ Dàxué) – państwowa uczelnia w Pekinie, w Chinach, specjalizująca się w nauczaniu języków obcych, w tym rzadziej używanych. Uczelnia posiada wydział języków wschodnioeuropejskich kształcący na najstarszej i do niedawana jedynej w Chinach polonistyce (drugą otwarto w 2009 roku w Harbinie). Jeden z dwóch najważniejszych uniwersytetów językowych w Chinach, dostarczający kadr dla chińskiej dyplomacji. Popularnie zwany Běiwài (chiń. upr. 北外).
Pekiński Uniwersytet Języków Obcych wywodzi się ze Szkoły Języków Obcych w Yan’an. Szkoła ta została połączona z Instytutem Studiów Zagranicznych po założeniu ChRL w 1949, tworząc Pekiński Instytut Języków Obcych. W 1959 został do niego dołączony Pekiński Instytut Rosyjski. W 1994 Pekiński Instytut Języków Obcych został przekształcony w uniwersytet.
Pekiński Uniwersytet Języków Obcych składa się z 14 wydziałów, 7 osobnych instytutów i kilku centrów badawczych. Oferuje 56 kierunków studiów na poziomie studiów licencjackich, 15 kierunków studiów magisterskich i 9 kierunków studiów doktoranckich. Wykłada się tam 49 języków obcych. Posiada bardzo szeroki program wymiany międzynarodowej (310 instytucji w 50 krajach). W Polsce współpracuje z uniwersytetami: Jagiellońskim, Warszawskim  i Gdańskim. W kooperacji Katedry Polonistyki Beiwaiu i Instytutu Bliskiego i Dalekiego Wschodu UJ powstał Instytut Konfucjusza w Krakowie.

## Wydziały i instytuty[7]

### Wydziały
- Wydział Prawa

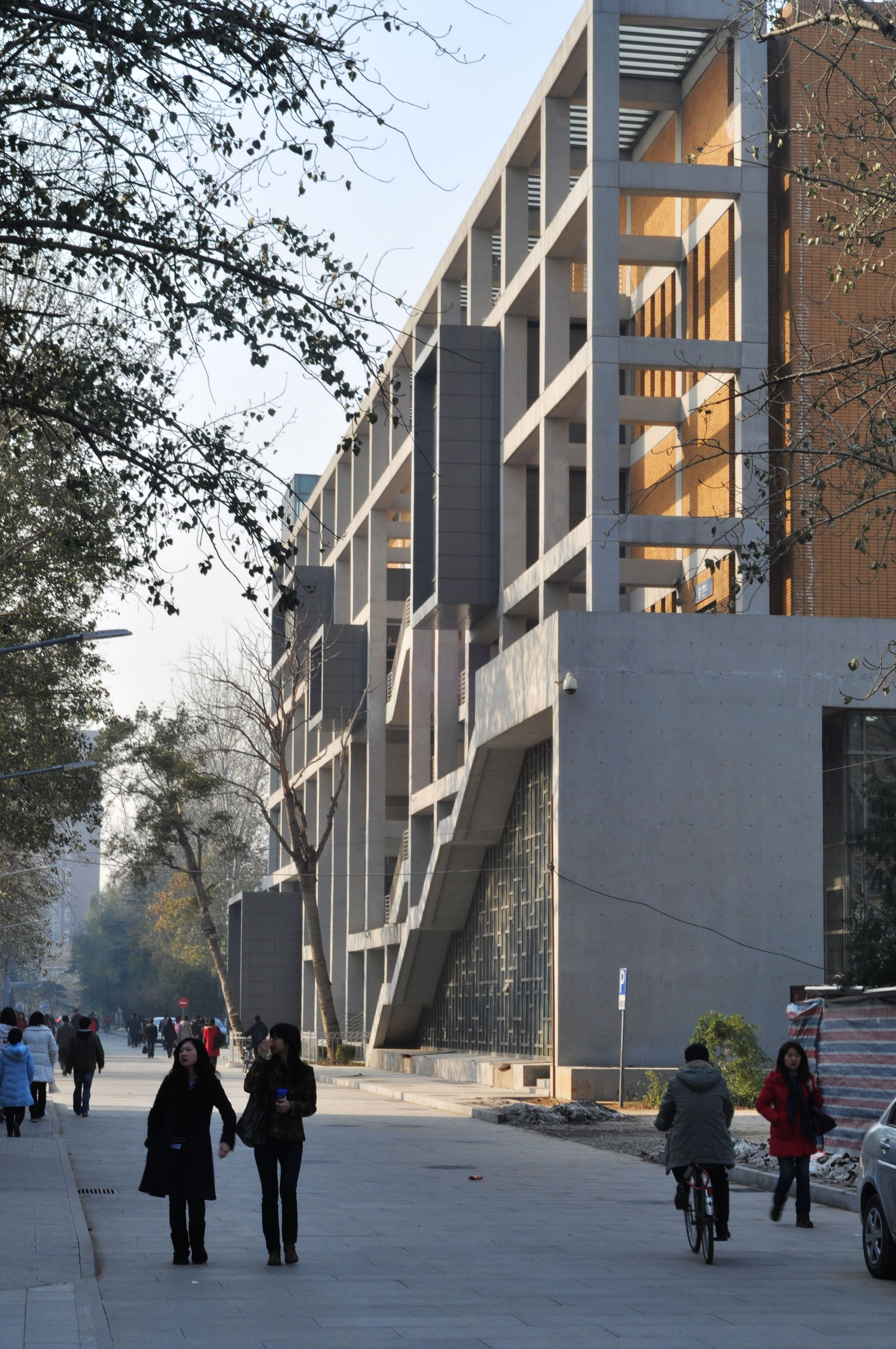
Sala gimnastyczna Beiwaiu

- Wydział Studiów Azjatyckich i Afrykańskich
  - Instytut Studiów Koreańskich
  - Instytut Azji Południowo-Wschodniej
    - Studia Kambodżańskie
    - Studia Laotańskie
    - Studia Malajskich
    - Indologia
    - Wietnamistyka
    - Birmanistyka
    - Studia Tajskie
    - Filipinologia

  - Instytut Azji Południowej
    - Filologia syngaleska
    - Filologia hindi
    - Filologia urdu

  - Instytut Studiów Bliskowschodnich i Afrykanistyki
    - Suahili
    - Hausa
    - Turkologia
    - Hebraistyka
    - Iranistyka

- Wydział Języka i Literatury Chińskiej
  - Katedra Języka chińskiego
  - Katedra Języka Chińskiego jako Obcego

- Wydział Anglistyki i Studiów Międzynarodowych
  - Instytut Anglistyki
  - Instytut Dziennikarstwa i Komunikacji Międzynarodowej
  - Instytut Translatoryki i Przekładu
  - 12 centrów badawczych

- Wydział Studiów Europejskich i Języków Europejskich
  - Instytut Studiów Wschodnioeuropejskich i Południowoeuropejskich
    - Albanistyka
    - Bułgarystyka
    - Bohemistyka
    - Słowacystyka
    - Rumunistyka
    - Hungarystyka
    - Italianistyka
    - Latynistyka
    - Maltanistyka
    - Polonistyka
    - Sorabistyka
    - Kroatystyka
    - Słowenistyka
    - Hellenistyka

  - Instytut Europy Północnej
    - Filologia duńska
    - Studia holenderskie
    - Filologia estońska
    - Filologia fińska
    - Filologia islandzka
    - Lituanistyka
    - Filologia łotewska
    - Filologia norweska

- Wydział Gospodarki Międzynarodowej
  - księgowość, administracja businessu, handel elektroniczny, zarządzanie informacją, finanse, ekonomii międzynarodowa

- Wydział Stosunków Międzynarodowych i dyplomacji
  - Instytut Dyplomacji
  - Instytut Polityki Międzynarodowej
  - Centrum Studiów Genderowych
  - Centrum Studiów Stosunków Wschodu i Zachodu

- Wydział Studiów Rosyjskich
  - Rosjoznawstwo
  - Ukrainistyka

- Wydział filozofii i Nauk Społecznych
  - Instytut Filozofii i Kultury
  - Instytut Ekonomii Światowej
  - Centrum Studiów nad Cywilizacją i Kulturową

- Koledż Kształcenia Ustawicznego

- Koledż Pedagogiczny

- Instytut Edukacji On-line

- Szkoła Dyplomowa Translatoryki i Przekładu

- Szkoła Języka Angielskiego do Zastosowań Specjalnych

### Instytuty
- Instytut Arabistyki

- Instytut Romanistyki
  - Filologia francuska
  - Studia Szwajcarskie

- Instytut Germanistyki
  - Germanistyka
  - Filologia szwedzka

- Instytut Japonistyki

- Instytut Iberystyki
  - Filologia hiszpańska
  - Filologia portugalska